# Лапа (Лиссабон)
Лапа (порт. Lapa) — район (фрегезия) в Португалии, входит в округ Лиссабон. Является составной частью муниципалитета Лиссабон. Находится в составе крупной городской агломерации Большой Лиссабон. По старому административному делению входил в провинцию Эштремадура. Входит в экономико-статистический субрегион Большой Лиссабон, который входит в Лиссабонский регион. Население составляет 8671 человек на 2001 год. Занимает площадь 0,72 км².
Покровителем района считается Дева Мария (порт. Maria).

## История
Район основан в 1770 году